# Сярско-Драмско благотворително братство
Сярското благотворително братство „Пирин“ е патриотична и благотворителна обществена организация на македонски българи от региона на Сяр, съществувала в българската столица София от началото на XX век.

## История
Дружеството е създадено в 1898 година и до 1914 година братства на бежанците от Сярско и Драмско са обединени под името „Пирин“. Неговият архив се съхранява до 1977 година в Български исторически архив, след което е предаден на Държавна агенция „Архиви“ (Ф. 1527К). Вероятно след това те се разделят на две.
Част от Македоно-одринските опълченци от Единадесета сярска дружина през Балканските войни са дейци на Сярското и Драмското благотворително братство.
През 1918 година делегати на Учредителния събор на македонските бежански братства от Сярското братство са Георги Баждаров и Тодор Калин. Сярското благотворително братство е възстановено официално на 8 август 1919 година на събрание с председател Тодор Д. Калин, подпредседател е Петър Т. Тимчев, секретар е Димитър Стоилов, касиер е Славе Карамихаилов, а съветници са Кръстю Зимбилов, Христо Попстоянов и Георги Белчев. В контролната комисия влизат Николай Д. Жаров (председател), Георги Калчев и Димитър Стефанов са членове.
Делегати от Сярското братство участват и в обединителния конгрес на Македонската федеративна организация и Съюза на македонските емигрантски организации от януари 1923 година. Това са Димитър А. Стоилов, Кръстю Зюмбюлев, Петър Т. Тимчев, С. В. Карамихайлов.
На 11 май 1924 година на редовна среща на братството е избрано настоятелство в състав Т. Д. Калин (председател), Д. Стоилов (подпредседател), Петър Тимчев (секретар касиер) и съветници Георги Белчев, Стоян Сматракалев, Димитър Стаменов и Димитър Стефанов. На 11 октомври 1925 година е избрано настоятелство в състав Тодор Д. Калин (председател), Атанас Думчев (подпредседател), Д. Стоилов (секретар), Петър Тимчев (касиер), а съветници са Н. Джаров, Г. Белчев и Д. Стефанов. В контролната комисия влизат Димитър Стаменов, Ст. Сматракалев и Ст. Тимчев. Делегат за тримесечните съвети на братството е Георги Баждаров.
На 21 април 1926 година към братството е формирана Сярска женска дружба, в настоятелството на която влизат Василка Георги Баждарова (председател), Султана Тимчева (подпредседател), Анка Коева (секретар), Санта Тимчева (касиер), и съветнички Катерина Т. Д. Калина, Дана Тимчева и Таша Карамихаилева.
През 1928 година след разрива на Седмия конгрес на Съюза на македонските емигрантски организации Тодор Калин от Сярското братство подписва брошурата „Едно необходимо осветление“.
През 1936 година в управителното тяло на Сярското братство са Драгомир Николов Пъдарев, Велю Димитров, Александър Антонов Димитров, Георги Петров Бояджиев, Богомил Константинов Аврамов, Запри Сотиров, Славе Маринов Карамихайлов, Симеон Божков, Атанас Димитров Димчев, Слави Д. Маджаров. През 1938 година в настоятелството са Иван Дим. Сматракалев (председател), Велчо Димитров Георгиев (подпредседател), Димитър Георгиев Илиев (секретар), Ефтим Велков Попилиев (касиер), а Стоян Мар. Карамихайлов, Коста Георгиев Мацов и Ризо Николов Харизанов са съветници. В контролната комисия са Димитър Георгиев Тошев (председател), а Димитър Стоянов Алексиев и Симеон Димитров Божев са членове.
През 1941 година председател Сярското братство е Иван Сматракалев.